# Clayton (Missouri)
Clayton é uma cidade localizada no estado americano do Missouri, no Condado de St. Louis.

## Demografia
Segundo o censo americano de 2000, a sua população era de 12.825 habitantes.
Em 2006, foi estimada uma população de 16.019, um aumento de 3194 (24.9%).

## Geografia
De acordo com o United States Census Bureau tem uma área de 6,4 km², dos quais 6,4 km² cobertos por terra e 0,0 km² cobertos por água. Clayton localiza-se a aproximadamente 161 m acima do nível do mar.

## Localidades na vizinhança
O diagrama seguinte representa as localidades num raio de 4 km ao redor de Clayton.